# Diplocarpa
Diplocarpa is een geslacht van schimmels behorend tot de familie Cordieritidaceae. De typesoort is Diplocarpa curreyana, maar deze is later gesynomiseerd met Diplocarpa bloxamii.  Het is beschreven wetenschap beschreven door de Engelse botanicus George Edward Massee in 1895.

## Soorten
Volgens Index Fungorum telt het geslacht drie soorten (peildatum maart 2023):
| Soortnaam                                    | Auteur(s)                     | Publicatiejaar |
| -------------------------------------------- | ----------------------------- | -------------- |
| Diplocarpa bloxamii (Olijfgroene schijfzwam) | (Berk. ex W. Phillips) Seaver | 1937           |
| Diplocarpa constans                          | H.L. Su & Q. Zhao             | 2022           |
| Diplocarpa irregularis                       | (Schwein.) Baral & Pärtel     | 2022           |